# Dwurożek
Dwurożek (Dichodontium Schimp.) – rodzaj mchów należący do rodziny Rhabdoweisiaceae Limpr. Przedstawiciele tego rodzaju występują na półkuli północnej, w większości w strefie klimatu umiarkowanego i subarktycznego. 

## Morfologia
GametofityMchy z tego rodzaju tworzą zwykle darnie lub poduszki o barwie matowo żółtej lub zielonej do ciemnozielonej.
SporofitySeta pojedyncza, puszka zarodni wyprostowana do słabo pochylonej. Perystom o 16 zębach, podzielonych w połowie na 2 części.

## Systematyka i nazewnictwo

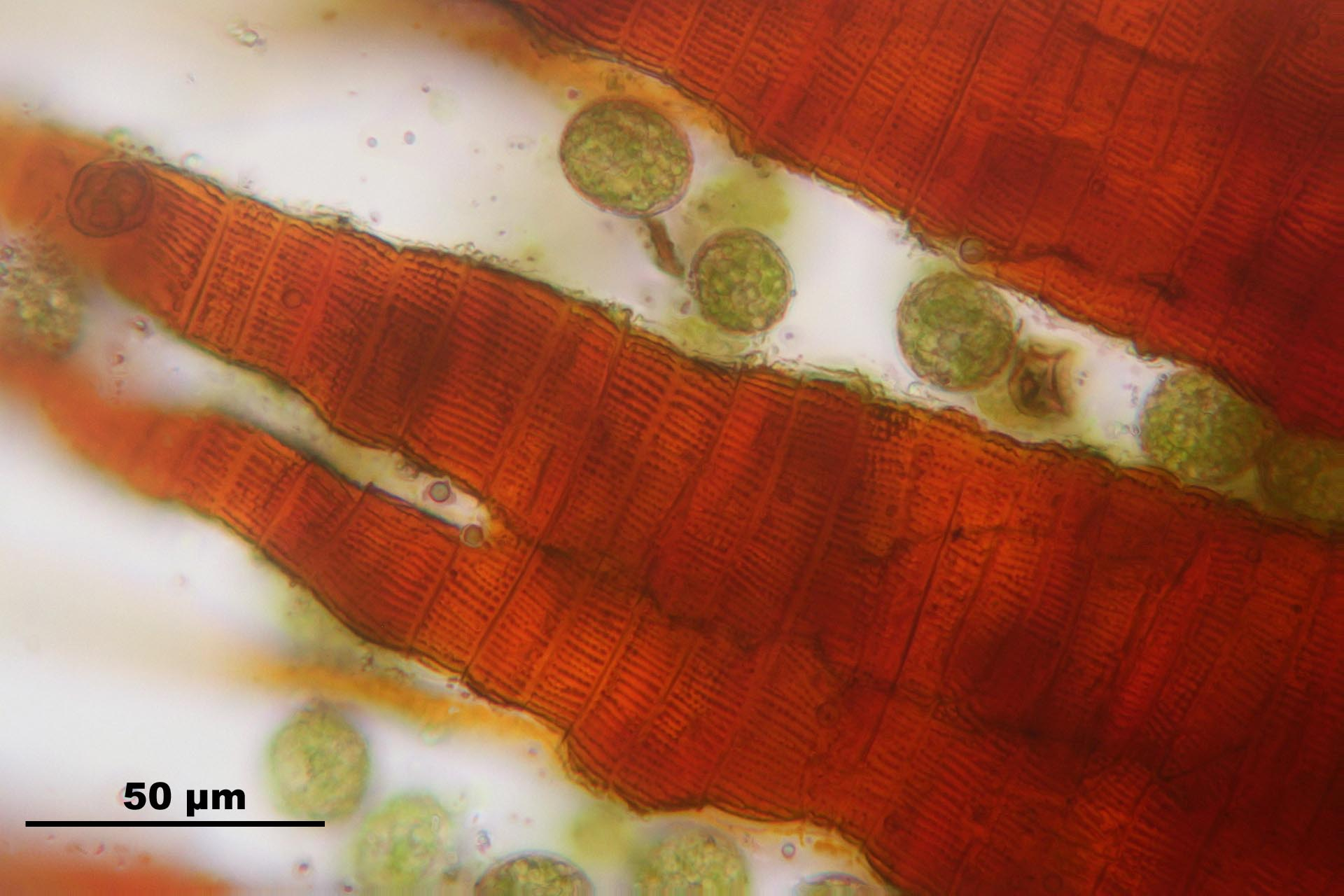
Rozdwojony ząb perystomu D. pellucidum

Nazwa naukowa rodzaju Dichodontium pochodzi od greckich słów dicha – na pół, oraz odontos – ząb, w nawiązaniu do częściowo podzielonych ząbków perystomu u przedstawicieli tego rodzaju. 
Według systematyki Goffinet i in. rodzaj dwurożek Dichodontium Schimp. należy do rodziny Rhabdoweisiaceae Limpr.
Według „The Plant List” do rodzaju Dichodontium należy 17 gatunków, posiadających 18 synonimów. Status jednego gatunku pozostaje nierozstrzygnięty.
Wykaz gatunków:
- Dichodontium convolutum (Hampe) Paris
- Dichodontium debile Broth.
- Dichodontium elegans (Duby) A. Jaeger
- Dichodontium ferrugineum (Wilson) A. Jaeger
- Dichodontium integrum Sakurai
- Dichodontium jamesonii (Mitt.) A. Jaeger
- Dichodontium krausei (Lorentz) A. Jaeger
- Dichodontium olympicum Renauld & Cardot
- Dichodontium paludella Besch.
- Dichodontium palustre (Dicks.) M. Stech
- Dichodontium pellucidum (Hedw.) Schimp. – dwurożek przeświecający[4]
- Dichodontium serrulatum (Funck) Loeske
- Dichodontium squarrosum (Schrad.) Schimp.
- Dichodontium subulatifolium (R. Br. bis) Broth.
- Dichodontium tasmanicum (Hook. f.) F. Muell.
- Dichodontium tricrure (Müll. Hal.) A. Jaeger
- Dichodontium vaginatum (Hook.) A. Jaeger

Część prac, w tym polskich, wyróżnia gatunek dwurożek żółtawy Dichodontium flavescens (Dicks.) Lindb., uznawany przez TPL za synonim dwurożka przeświecającego Dichodontium pellucidum (Hedw.) Schimp. Status gatunku Dichodontium fulvescens Stirt. pozostaje nierozstrzygnięty.